# Werner Lotze
Werner Bernhard Lotze (Mülheim del Ruhr, 22 de febrer de 1952) és un activista polític alemany, exmilitant de la segona generació de la Fracció de l'Exèrcit Roig (RAF).

## Trajectòria
Nascut el 22 de febrer de 1952 a la ciutat de Mülheim del Ruhr, en aquell moment part de l'Alemanya Occidental, tenia per pare un sabater i per mare una infermera. Després d'acabar l'educació secundària a la seva ciutat natal va començar els estudis d'anglès i educació física a la Universitat Ruhr de Bochum. Durant molt de temps va practicar rem i va arribar a ser membre de l'equip de remadors de Mülheim. Va passar un temps com a assistent de professor de llengua alemanya en diversos instituts de Manchester, a Anglaterra. Després va continuar els seus estudis a Bochum però els va suspendre el 1976.
Aquell mateix any es va començar a vincular amb les activitats de l'entorn de la Fracció de l'Exèrcit Roig (RAF). El 25 de febrer i el 20 d'abril de 1977 va visitar a Andreas Baader, Gudrun Ensslin i Jan-Carl Raspe a la presó de Stammheim. El setembre i octubre de 1977, durant el segrest de l'empresari i exoficial nazi Hanns Martin Schleyer va treballar com a missatger de la RAF, se'l va identificar en un escorcoll però no se'l va poder detenir. L'agost de 1978 va passar a la clandestinitat i es va incorporar oficialment com a militant de la RAF. El 24 de setembre de 1978, en un bosc de Dortmund, va participar en un exercici de pràctiques de tir, amb els membres de la RAF Michael Knoll i Angelika Speitel, quan van ser sorpresos per dos policies. A continuació es va iniciar un tiroteig en el qual un dels policies, Hans-Wilhelm Hansen, va morir assassinat i l'altre va resultar ferit de bala. Al seu torn, Speitel i Knoll van ser ferits i detinguts mentre que Lotze va aconseguir escapar. Knoll va morir, dues setmanes després, a causa de les ferides.
El 19 de març de 1979, juntament amb Christian Klar, Adelheid Schulz i Elisabeth von Dyck, van assaltar l'entitat financera del Bank für Gemeinwirtschaft de Darmstadt i es van endur 49.000 marcs alemanys. El 17 d'abril, els anteriors membres de l'escamot i Rolf Heissler van atracar l'Schmidt Bank de Nuremberg i van sostreure 211.000 marcs alemanys. El 25 de juny de 1979, l'«escamot Andreas Baader», format per Lotze, Christian Klar, Susanne Albrecht i Rolf Clemens Wagner, van prendre part en l'intent fallit d'assassinat del comandant suprem de l'OTAN, el general Alexander M. Haig, mitjançant la col·locació d'una mina terrestre de 10 quilograms en un pont del municipi való de Mons, a prop del llogarret d'Obourg, a través del qual circulava en cotxe. L'atemptat no va encertar l'objectiu i va causar ferides a tres dels seus guardaespatlles que anaven en un següent cotxe.
El 1980 es va exiliar a la República Democràtica Alemanya, refugiant-se amb altres membres de la RAF, i la Stasi els va facilitar una nova identitat a cadascun d'ells. Lotze («Manfred Janssen») va viure amb la seva parella Christine Dümlein («Katharina Janssen»), i amb qui va tenir una filla, primer a Schipkau i després a Senftenberg, ambdues situades al districte de Cottbus, i va treballar com a conductor a la fàbrica de síntesi VEB situada a Schwarzheide. Nogensmenys, el 14 de juny de 1990, després de la Reunificació alemanya, les autoritats en transició el van arrestar a Senftenberg, juntament amb Christine Dümlein. Al mes següent, va ser extradit a la República Federal d'Alemanya seguint el procediment requerit. Al llarg de les setmanes següents, va ser el primer dels membres de la RAF arrestats després de la Reunificació alemanya a fer una confessió integral, citant el programa de clemència del 9 de juny de 1989. En base a aquestes acusacions i declaracions, el Tribunal Regional Superior de Frankfurt del Main va presentar nous càrrecs contra Rolf Clemens Wagner per la seva participació en l'atemptat contra el general Haig i va acabar sent condemnat l'any 1993 a 12 anys més de presó. Per la seva banda, el gener de 1991, Lotze va ser condemnat per assassinat, múltiples temptatives d'homicidi, assalts a bancs i ús de material explosiu, rebent una pena de 12 anys de presó. El 3 de novembre de 1992 la mesura de càstig va ser revisada pel Tribunal Regional Superior de Baviera i es va fixar en onze anys de presó. Després d'uns anys de revisió constant va ser finalment alliberat.